# Jelisaweta Wassiljewna Kotschubei

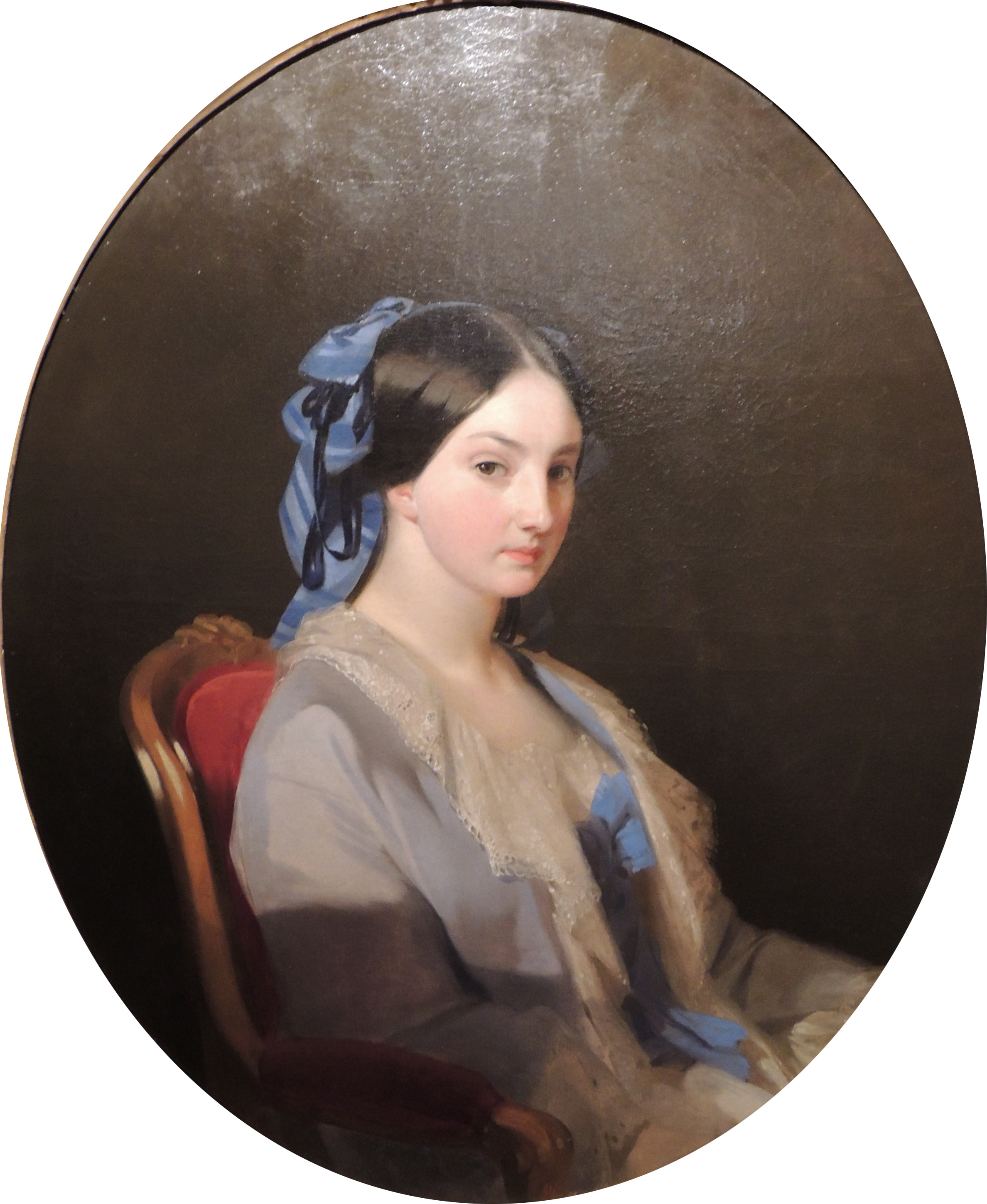
Jelisaweta Wassiljewna Kotschubei (vermutlich, I. K. Makarow, 1856, Russisches Museum)

Fürstin Jelisaweta Wassiljewna Kotschubei (russisch Елизавета Васильевна Кочубей; * 8. Novemberjul. / 20. November 1821greg. in der Sumska Oblast; † 30. Januarjul. / 11. Februar 1897greg. in Nizza) war eine russische Amateur-Komponistin.

## Leben
Jelisaweta Kotschubei war eine der drei Töchter des Geheimen  Rats (3. Rangklasse) Wassili Kotschubei aus seiner Ehe mit Warwara Nikolajewna Rachmanowa († 1845). Jelisaweta Kotschubei heiratete 1839 Fürst Lew Kotschubei, Sohn des Fürsten Wiktor Kotschubei. Die Hochzeit fand im engen Familienkreis auf dem Landgut Dikanka des Bräutigams statt, wo das Ehepaar dann einige Jahre lebte und sich mit der Bewirtschaftung beschäftigte.
Das Ehepaar ließ sich 1846 in St. Petersburg nieder. Jelisaweta Kotschubei besuchte oft und häufig allein die Hofbälle und die kleinen Bälle des Großfürsten Michael Nikolajewitsch. Sie war hoch angesehen und tanzte fast immer mit Mitgliedern der kaiserlichen Familie. Sie war musikbegeistert und komponierte Romanzen. Ihre Romanzen auf Worte Jewdokija Rostoptschinas waren sehr beliebt, und Enrico Tamberlik sang häufig eine dieser Romanzen in St. Petersburg.
Fürst Kotschubei war häufig auf Reisen, während die Fürstin häufig in Zarskoje Selo lebte und sich gern mit jungen Leuten und insbesondere Mitgliedern des Kavallerieregiments umgab. Ihre Ehe blieb kinderlos, und ihr Mann hatte einen unehelichen Sohn. Zuletzt lebte sie in Frankreich. Sie ließ sich in Nizza eine prachtvolle Villa bauen, in der sie am 11. Februar 1897 nach einer Lungenentzündung starb. Sie wurde auf dem Russischen Friedhof in Nizza begraben. Die Villa ist jetzt das Musée des Beaux-Arts de Nice.
Der Großgrundbesitzer und Mäzen Grigori Galagan war ein Schwager Kotschubeis.